# Diaphanogryllacris tibialis
Diaphanogryllacris tibialis är en insektsart som först beskrevs av Jean Guillaume Audinet Serville 1838.  Diaphanogryllacris tibialis ingår i släktet Diaphanogryllacris och familjen Gryllacrididae.

## Underarter
Arten delas in i följande underarter:
- D. t. tibialis
- D. t. calva